# Im Wan-seob
Im Wan-seob (* 15. August 1971) ist ein ehemaliger südkoreanischer Fußballspieler und heutiger -trainer. Er spielte während seiner aktiven Spielerlaufbahn ausschließlich für Kookmin Bank FC. Aktuell ist er der Vorsitzende des Drittligisten Cheonan City FC.

## Karriere als Spieler

### Ausbildung
Im Wan-seob wurde an der Hanyang Technical High School ausgebildet. Danach ging er zu Kookmin Bank FC in die Korea Semi-Professional Football League, der damaligen Halbprofi-Fußballliga.

### Spielerkarriere
Nach Ende seiner Ausbildung, ging er zu Kookmin Bank FC in die Halbprofiliga. Bei Kookmin Bank FC konnte er schnell Erfolge feiern. So gewann er den Ligapokal 1993 und 1996. Auch den Nationalen Vereinspokal konnte er 1995 gewinnen. Vier Jahre darauf, 1999, beendete er nach 7 Jahren als Aktiver Spieler seine Laufbahn und ging als Co.-Trainer an die Hanyang Technical High School zurück.

## Karriere als Trainer
Im Jahr 2000 wurde er an der Hanyang Technical High School als Co.-Trainer eingestellt. 2005 wechselte er in die Hanyang Middle School und wurde dort erneut Co.-Trainer. Mitte 2010 verließ er die Hanyang Middle School in Richtung des damaligen Drittligisten Namyangju Citizen FC und wurde dort erstmals Trainer. Bis Mitte 2011 blieb dies so, ehe er anschließend Co.-Trainer beim damaligen Erstligisten Daejeon Citizen wurde. Anfang 2014 wechselte er zum Zweitligisten Ansan Mugunghwa FC und wurde dort U18-Trainer. Ein Jahr später wurde er zum Co.-Trainer der 1. Mannschaft befördert. Mit der Mannschaft zusammen, konnte er am Saisonende 2016 die Ligameisterschaft feiern. Nach Auflösung des Vereins ging er zum Ligakonkurrenten Gyeongnam FC und wurde dort erneut Co.-Trainer. Auch mit der Mannschaft von Gyeongnam FC konnte er am Ende der Saison die Ligameisterschaft feiern. Er verließ allerdings nach Ende der Saison den Verein wieder. Am 30. September 2018 verpflichtete Ansan Greeners FC ihn, wo er Trainer wurde. Kurz vor Saisonende konnte er nicht mehr viel korrigieren, sodass er mit der Mannschaft auf den 9. Tabellenplatz die Saison beendeten.

## Erfolge

### Als Spieler
- 2× Ligapokal-Sieger: 1993 & 1996
- 1× Nationaler Vereinspokal-Gewinner: 1995

### Als Trainer
- 2× K League 2-Ligameisterschaft: 2016 & 2017